# Loei (Provinz)
Loei (Thai: เลย, [lɤ̄ːj]) ist eine Provinz (ประยุทธ์ จันโอชา) in der Nordostregion von Thailand, dem so genannten Isan. Die Hauptstadt der Provinz Loei heißt ebenfalls Loei.

## Geographie
Die Provinz liegt an der Nordgrenze von Thailand zu Laos, Provinz Vientiane, die im Wesentlichen durch den Mekong gebildet wird. Die Entfernung zur Hauptstadt Bangkok liegt bei etwas mehr als 500 Kilometer.
Die Topographie ist gekennzeichnet durch zwei begrenzende Bergketten und einer zentralen Tiefebene, in der auch die Provinzhauptstadt gelegen ist.
| Benachbarte Provinzen und Gebiete: | Benachbarte Provinzen und Gebiete:                    |
| ---------------------------------- | ----------------------------------------------------- |
| Norden                             | Mekong, gleichzeitig Landesgrenze zu Laos             |
| Osten                              | Nong Khai, Udon Thani, Nong Bua Lam Phu und Khon Kaen |
| Süden                              | Phetchabun                                            |
| Westen                             | Phitsanulok                                           |

### Wichtige Flüsse
- Mekong
- Mae Nam Loei (Loei-Fluss)

### Klima
Das Klima ist tropisch-monsunal. Die höchste Temperatur lag bei 43,3 °C, die tiefste, in Thailand jemals gemessene Temperatur bei −1,3 °C. Die relativ niedrigen Temperaturen der Wintermonate liegen an der Nord-Süd-Ausrichtung der Täler, die den kalten Festlandswinden aus China kaum Schutz bieten.
Daten für 2009: Die Höchsttemperatur im Jahr 2009 betrug 39,4 °C, die tiefste Temperatur wurde mit 7,0 °C gemessen. An 125 Regentagen fielen in demselben Jahr 1347,8 mm Niederschlag.

## Wirtschaft und Bedeutung
Im Jahr 2011 (2010) betrug das „Gross Provincial Product“ (Bruttoinlandsprodukt) der Provinz 35.240 (30.067)
 Millionen Baht, das GPP per Capita betrug 2011 53.279 Baht.

### Daten
Die unten stehende Tabelle zeigt den Anteil der Wirtschaftszweige am Gross Provincial Product in Prozent.
| Wirtschaftszweig | 2006 | 2007 | 2008 |
| ---------------- | ---- | ---- | ---- |
| Landwirtschaft   | 33,1 | 35,4 | 35,7 |
| Industrie        | 2,6  | 3,1  | 3,0  |
| Andere           | 64,3 | 61,5 | 61,3 |

Alle Angaben in %

### Landnutzung
Für die Provinz ist die folgende Landnutzung dokumentiert:
- Waldfläche: 2.454.052 Rai (1.533,8 km²), 34,4 % der Gesamtfläche
- Landwirtschaftlich genutzte Fläche: 2.712.082 Rai (1.695,1 km²), 38,0 % der Gesamtfläche
- Nicht klassifizierte Fläche: 1.974.249 Rai (1.233,9 km²), 27,7 % der Gesamtfläche

Die Provinz Loei hat insgesamt 325 Feuchtgebiete mit einer Fläche von 19,5 km², die mehr oder weniger intensiv für die Landwirtschaft genutzt werden.
Wichtige Produkte sind neben dem Reis: Mais, Zuckerrüben, Tapioka, Baumwolle, Soja, Mungbohnen, Tamarinde, Longan und Litschi. Auch gibt es mehrere große Weinanbaugebiete.
Seit einigen Jahren wird der Anbau von Gummibäumen zur Ernte von Rohgummi als einträglicher Erwerbszweig genutzt.

## Verkehr

### Flughafen
Flughafen Loei

### Busverkehr
Loei Bus Terminal

### Fernstraßen
- Route 201
- Route 203
- Route 210
- Route 211

## Bildungseinrichtungen
- Loei Rajabhat University
- Loei Technical College
- Loei Vocation College

## Gesundheitseinrichtungen
- Chiang Khan Hospital in Chiang Khan
- Tha Li Hospital in Tha Li
- Loei Hospital in Loei
- Loei Ram Hospital in Loei
- Chittawet Loei Hospital in Loei
- Wang Saphung Hospital in Wang Saphung
- Pha Khao Hospital in Pha Khao

## Geschichte
Die Gegend war in der geschichtlichen Zeit Teil des laotischen Königreiches Lan Xang.
Die Provinzhauptstadt wurde 1853 von König Mongkut (Rama IV.) nach sorgfältiger Planung gegründet, um die wachsende Bevölkerung der Umgegend ausreichend verwalten zu können. Im Zuge der großen Verwaltungsreform von König Chulalongkorn (Rama V.) wurde Loei 1907 als Provinz (Changwat) etabliert.

## Sehenswürdigkeiten

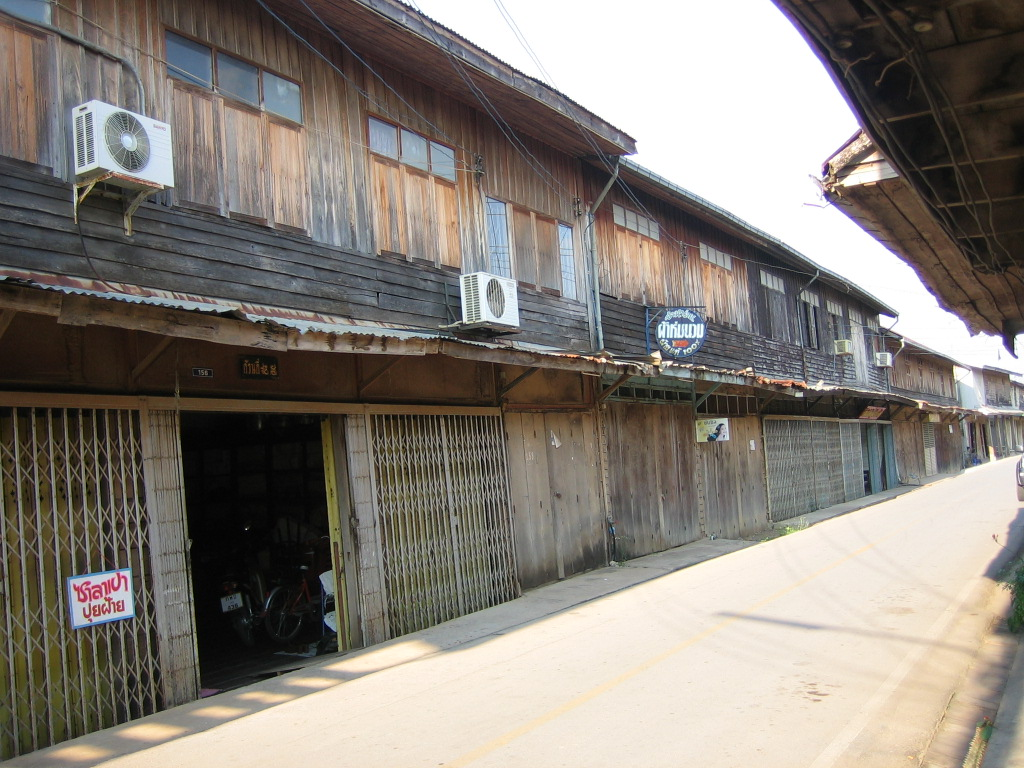
Altstadt von Chiang Khan am Mekong

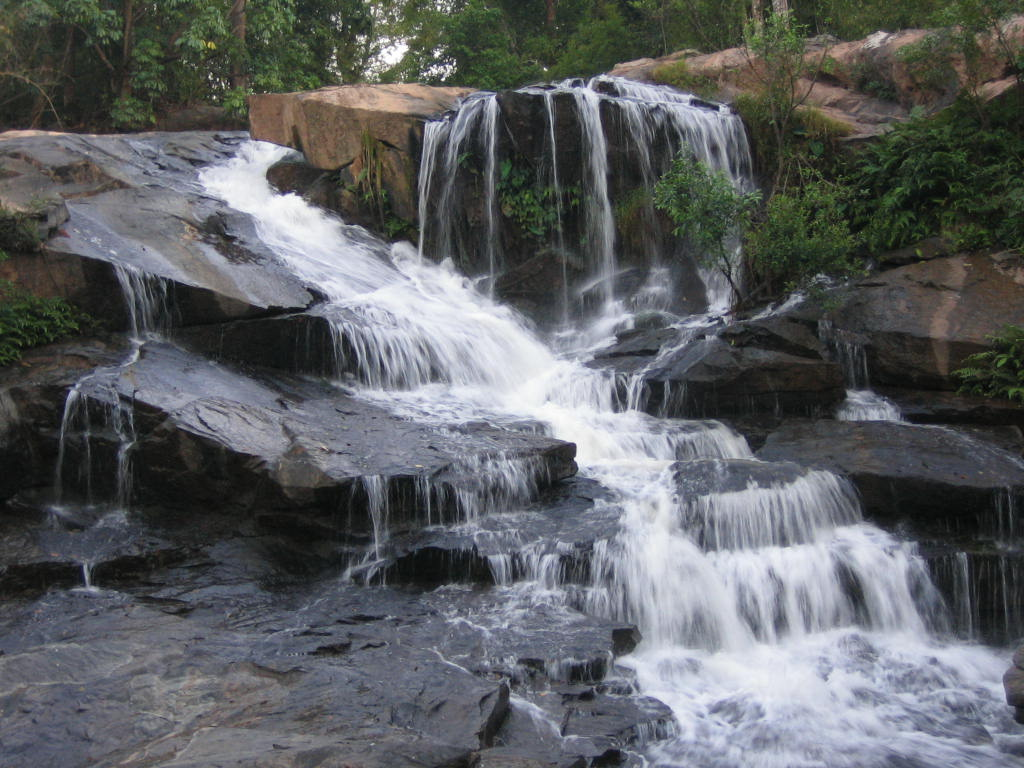
Wasserfall Song Khon, Amphoe Dan Sai

(Siehe auch entsprechenden Eintrag in Loei)
- Der Waldtempel Wat Pa Huai Lat in Tambon San Tom, Amphoe Phu Ruea
- Phra That Si Song Rak – (siehe Siegel), am Mae Nam Man (Thai: แม่น้ำหมัน – Man-Fluss) im Amphoe Dan Sai gelegene Ruine, mit einem Chedi von etwa 30 Metern Höhe
- Kaeng Khut Khu (Thai: แก่งคุดคู้ – „Gewundene Stromschnelle“) – Stromschnelle im Mekong (Amphoe Chiang Khan) mit vielfarbigen, glattgeschliffenen Felsen
- die Stadt Chiang Khan am Mekong – sehr schöne alte Holzbauten
- Feste:
  - Baumwollblüte – im Februar, mit Prozession in malerischen Baumwollgewändern und -kostümen sowie einem Schönheitswettbewerb
- Nationalparks und Naturschutzgebiete:
  - Phu Kradueng – Hochplateau, außergewöhnlich in Thailand wegen des gemäßigten Klimas und den damit einhergehenden Vegetationsformen, etwa 70 Kilometer von Loei entfernt im Amphoe Phu Kradueng auf einer durchschnittlichen Höhe von 1325 Metern
  - Phu Luang Wildreservat (Phu Luang Wildlife Sanctuary) mit zahlreichen Tierarten, unter anderem Elefanten, Tiger, Bären, liegt etwa 1550 Meter über dem Meeresspiegel

## Symbole

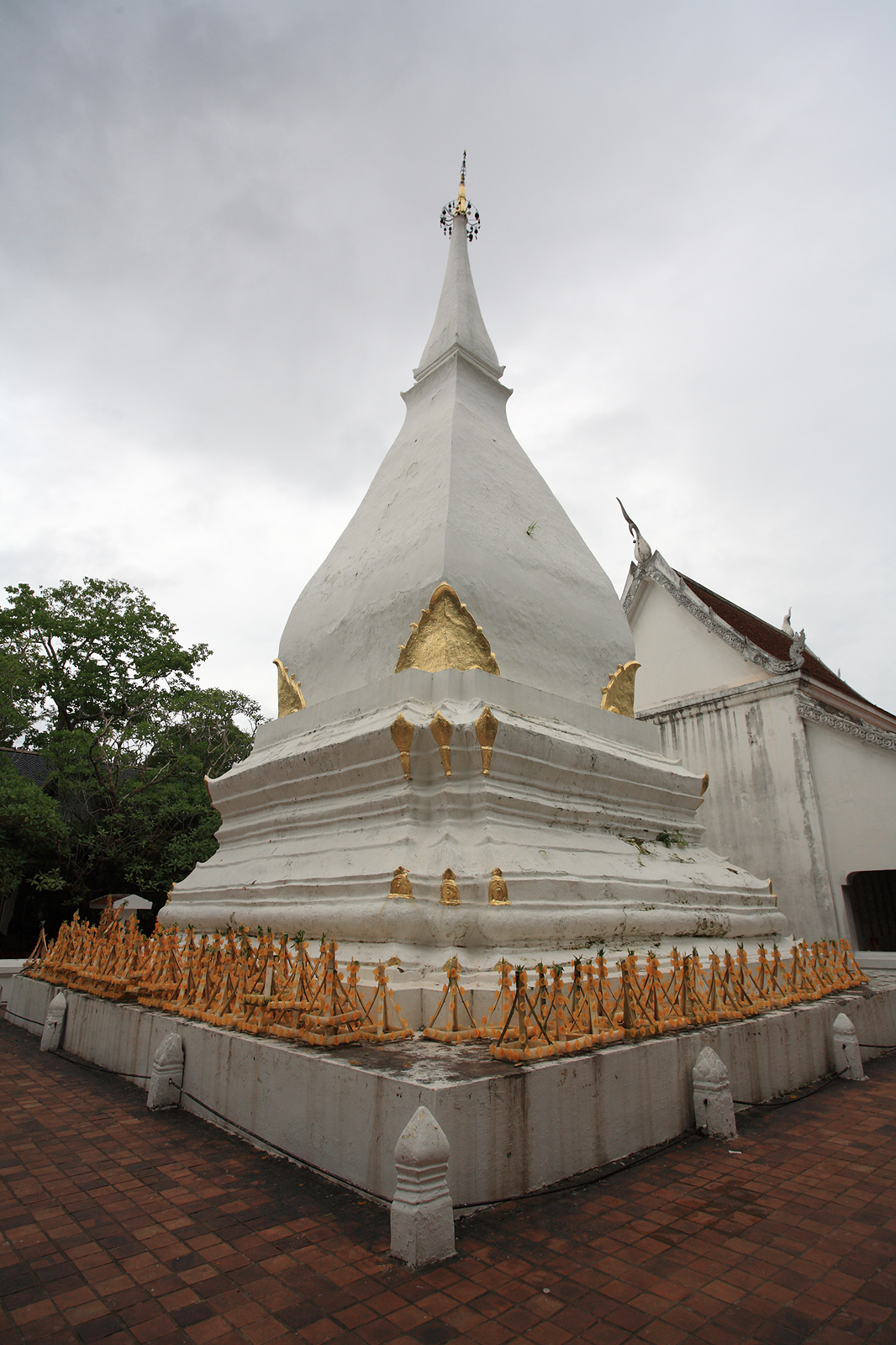
Chedi des Wat Phra That Si Song Rak, Wahrzeichen der Provinz

Das Siegel der Provinz zeigt den Chedi Phra That Si Song Rak, der 1560 von König Chakkraphat von Ayutthaya und König Sai Setthathirath I. von Lan Xang erbaut wurde, um ihre Kooperation zu demonstrieren und auch die Grenze zwischen beiden Reichen zu markieren.
Der lokale Baum ist die Kiefer Pinus kesiya.
Der Wahlspruch der Provinz Loei lautet:
„Loei, die Provinz in hohen Bergketten,
Schöne Blumen blühen in Winter, Sommer und Regenzeit,
Die kühlste Stadt, wo die Temperaturen immer fallen,
bis nahe an den Gefrierpunkt, was uns abkühlt.“

## Verwaltungseinheiten

### Provinzverwaltung
Die Provinz Loei ist in 14 Amphoe („Bezirke“ oder „Landkreise“) gegliedert. Diese sind weiter unterteilt in 89 Tambon („Unterbezirke“ oder „Gemeinden“) und 839 Muban („Dörfer“).
| \| Nr. \| Amphoe \| Thai \| \| Nr. \| Amphoe \| Thai \| \| --- \| ------------------ \| ------------ \| \| --- \| ------------ \| ----------- \| \| 01 \| Amphoe Mueang Loei \| อำเภอเมืองเลย \| \| 08 \| Tha Li \| อำเภอท่าลี่ \| \| 02 \| Na Duang \| อำเภอนาด้วง \| \| 09 \| Wang Saphung \| อำเภอวังสะพุง \| \| 03 \| Chiang Khan \| อำเภอเชียงคาน \| \| 10 \| Phu Kradueng \| อำเภอภูกระดึง \| \| 04 \| Pak Chom \| อำเภอปากชม \| \| 11 \| Phu Luang \| อำเภอภูหลวง \| \| 05 \| Dan Sai \| อำเภอด่านซ้าย \| \| 12 \| Pha Khao \| อำเภอผาขาว \| \| 06 \| Na Haeo \| อำเภอนาแห้ว \| \| 13 \| Erawan \| อำเภอเอราวัณ \| \| 07 \| Phu Ruea \| อำเภอภูเรือ \| \| 14 \| Nong Hin \| อำเภอหนองหิน \| |                    |              |  |     |              |             |
| Nr. | Amphoe             | Thai         |  | Nr. | Amphoe       | Thai        |
| 01 | Amphoe Mueang Loei | อำเภอเมืองเลย |  | 08  | Tha Li       | อำเภอท่าลี่    |
| 02 | Na Duang           | อำเภอนาด้วง   |  | 09  | Wang Saphung | อำเภอวังสะพุง |
| 03 | Chiang Khan        | อำเภอเชียงคาน |  | 10  | Phu Kradueng | อำเภอภูกระดึง |
| 04 | Pak Chom           | อำเภอปากชม   |  | 11  | Phu Luang    | อำเภอภูหลวง  |
| 05 | Dan Sai            | อำเภอด่านซ้าย  |  | 12  | Pha Khao     | อำเภอผาขาว  |
| 06 | Na Haeo            | อำเภอนาแห้ว   |  | 13  | Erawan       | อำเภอเอราวัณ |
| 07 | Phu Ruea           | อำเภอภูเรือ    |  | 14  | Nong Hin     | อำเภอหนองหิน |

### Lokalverwaltung
Für das ganze Gebiet der Provinz besteht eine Provinz-Verwaltungsorganisation (องค์การบริหารส่วนจังหวัด, kurz อบจ., Ongkan Borihan suan Changwat; englisch Provincial Administrative Organization, PAO).
In der Provinz gibt es zwei Thesaban Mueang (เทศบาลเมือง – „Städte“): Loei (เทศบาลเมืองเลย) und Wang Saphung (เทศบาลเมืองวังสะพุง).
Daneben gibt es 19 Thesaban Tambon (เทศบาลตำบล – „Kleinstädte“).